# Eva-Stina Sandstedt
Eva-Stina Gunilla Sandstedt, ogift Petersson, född 20 augusti 1955 i Frödinge församling, Kalmar län, är en svensk journalist.
Sandstedt har som journalist verkat vid Gods & Gårdar, Land och Expressen. Hon startade omkring 2000 LRF:s tidning Lantliv och var dess chefredaktör under sju år. 2007 blev hon chefredaktör och ansvarig utgivare för veckotidningen Året Runt efter Lillan Ehrenholm-Daun som gick i pension.